# Finlands statsminister
Finlands statsminister har sitt ämbete reglerat i Finlands grundlag. Statsministern är Finlands regeringschef. Statsministern fungerar också som tillförordnad statschef vid förfall för republikens president.
Nuvarande statsminister är Petteri Orpo (Saml).
Statsministern leder Statsrådet (regeringen) och bistås i detta av Statsrådets kansli. I händelse av tillfälligt förfall för statsministern, träder i första hand den minister in, som har utsetts till statsministerns ställföreträdare, i andra hand den som är äldst till tjänsteåren.
Villa Bjälbo är statsministerns residens och ministerns arbetsplats finns i Statsrådsborgen vid Senatstorget.

## Historik
Finland förklarade sig självständigt från Ryssland i samband med ryska revolutionen 1917. Den finska regeringen kallades under den ryska tiden för Kejserliga Senaten för Finland och som regeringschef fungerade vice ordföranden för senatens ekonomiedepartement. När man skrev det självständiga Finlands första grundlag, 1919 års regeringsform, valde man att knyta an till terminologin i Sverige och övriga nordiska länder i stället för att fortsätta med de titlar som var förknippade med den ryska tiden. Senatens ekonomiedepartement blev således Statsrådet och regeringschefen fick titeln statsminister. Till Finlands förste statsminister utnämndes 1919 Juho Vennola från Framstegspartiet.
Som tradition brukar en nyvald finländsk statsminister i regel besöka Sverige som första land. I samband med att Alexander Stubb tillträdde som statsminister den 24 juni 2014, bröts den sedvänjan, då han istället valde som ny statsminister att besöka Estland 30 juni 2014, som sin första utlandsresa, och kom till Sverige den 4 juli 2014.